# Une femme cherche son destin
 (septembre 2021).
Si vous disposez d'ouvrages ou d'articles de référence ou si vous connaissez des sites web de qualité traitant du thème abordé ici, merci de compléter l'article en donnant les références utiles à sa vérifiabilité et en les liant à la section « Notes et références ».
Pour plus de détails, voir Fiche technique et Distribution.
Une femme cherche son destin (Now, Voyager) est un film américain en noir et blanc réalisé par Irving Rapper, sorti en 1942.

## Synopsis

### Situation de départ
Charlotte Vale est une jeune femme dominée par sa mère possessive, riche et veuve puritaine de Boston. Cette dernière l'habille de façon hyper-démodée, la force à porter des lunettes et contrôle toute sa vie en général. Hantée par les relations amoureuses empêchées par sa mère, sa vie et son apparence mornes lui valant moult quolibets, Charlotte entre en dépression. Sa belle-sœur Lisa organise une rencontre avec le docteur Jaquith, célèbre psychiatre, contre l'avis de Charlotte elle-même et de sa mère. Amadouée par la bienveillance du docteur, qui comprend vite la toxicité de la maman et ne se prive pas de le dire à cette dernière, Charlotte finit par se livrer à lui et par accepter de suivre une analyse en maison de repos.

### La rencontre
Trois mois plus tard, Charlotte s’est métamorphosée en une femme élégante et séduisante. Pour parachever sa transformation et sa guérison, le docteur Jaquith et Lisa lui organisent une croisière en Amérique du Sud. Au cours du voyage, elle fait la connaissance de Jerry Durance, un voyageur solitaire, marié à une femme tyrannique, qui prétexte notamment une mauvaise santé. Charlotte et Jerry tombent amoureux mais, se rendant compte qu’il ne quittera jamais son épouse, Charlotte décide de ne plus voir Jerry et rentre à Boston.

### Retour à la maison
De nouveau hébergée dans la demeure familiale, Charlotte retrouve une mère prétextant une maladie du cœur pour maintenir sa fille sous son joug. Mais cette dernière ne se laisse plus faire, malgré le chantage financier et émotionnel. Lisa lui présente Elliot Livingstone , un camarade d'enfance avec qui elle entre en fiançailles. Mais elle rencontre de nouveau, par hasard, Jerry et constate qu’elle est toujours amoureuse de lui. Il lui dit notamment qu'il a confié sa fille aux soins du docteur Jaquith. Ne pouvant plus croire à un véritable bonheur avec Elliot dans ses conditions, elle lui fait comprendre qu'elle souhaite rompre. Une violente explication s'ensuit avec sa mère, qui meurt d’une crise cardiaque au cours de celle-ci. Se sentant coupable, Charlotte sombre à nouveau et se réfugie dans la clinique du docteur Jaquith.

### Accomplissement
Elle y reconnaît, dès son arrivée, Tina, la fille de Jerry, esseulée. De patiente, Charlotte devient l'infirmière de Tina, d'abord de façon spontanée, puis avec l'accord du docteur, bien que Charlotte lui ai dit la vérité sur ce qui la rapproche de Tina. Peu à peu l’adolescente, malgré l’abandon de sa mère, va s’épanouir au contact de Charlotte. Jerry est toutefois mal à l'aise que Charlotte sacrifie sa vie pour Tina et finit par demander à la reprendre. Charlotte lui démontre qu'il l'a connaît très mal et le persuade d'accepter qu'elle l’éleve comme si elle était leur enfant. Elle terminera leur rencontre par cette réplique célèbre « Pourquoi demander la lune, nous avons les étoiles ! »

## Fiche technique
- Titre : Une femme cherche son destin
- Titre original : Now, Voyager
- Réalisation : Irving Rapper
- Scénario : Casey Robinson d'après le roman de Olive Higgins Prouty (en)
- Production : Hal B. Wallis pour la Warner Bros. Pictures
- Photographie : Sol Polito
- Musique : Max Steiner
- Direction artistique : Robert M. Haas
- Décors de plateau : Fred M. MacLean
- Costumes : Orry-Kelly
- Montage : Warren Low
- Pays de production : États-Unis
- Langue : anglais
- Format : noir et blanc
- Genre : Drame romantique
- Durée : 117 min
- Dates de sortie : 
  - États-Unis : 22 octobre 1942
  - France : 5 novembre 1947

## Distribution
- Bette Davis : Charlotte Vale
- Paul Henreid : Jerry Durrence
- Claude Rains : Docteur Jaquith
- Gladys Cooper : Madame Vale
- Ilka Chase : Lisa Vale
- Bonita Granville : June, la fille de Lisa
- John Loder : Elliot Livingston
- Janis Wilson : Tina Durrence
- Franklin Pangborn : M. Thomson
- Lee Patrick : Ded McIntyre
- Katharine Alexander (créditée Katherine Alexander) : Miss Trask

Acteurs non crédités
- Yola d'Avril : Célestine
- Dolores Gray : Chanteuse de night club
- Reed Hadley : Henry Montague
- Tempe Pigott : Mme Smith
- Frank Puglia : Giuseppe
- Georges Renavent : M. Henri
- James Rennie : Frank McIntyre

## Autour du film
Le film est utilisé dans une scène du film Un Été 42, les deux adolescents du film ont invité deux filles pour les draguer dans un cinéma qui projette Now, Voyager (Une femme cherche son destin) et des scènes de ce films sont visibles, parfois même en plein écran, notamment la dernière.

## Distinctions

### Récompenses
- Oscars 1943 : Oscar de la meilleure partition d'un film dramatique pour Max Steiner
- National Film Preservation Board en 2007

## Galerie

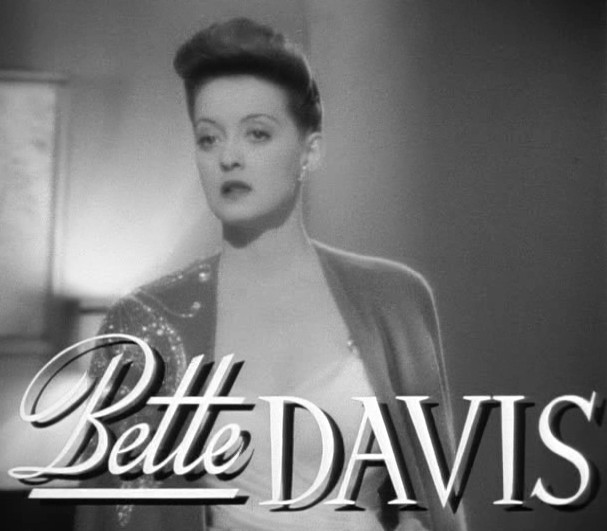
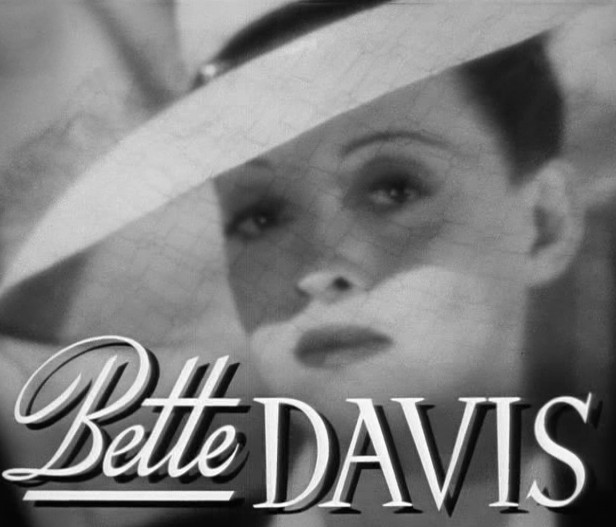
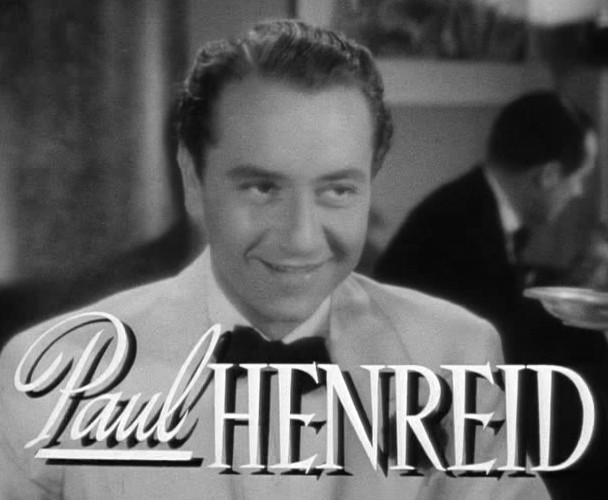
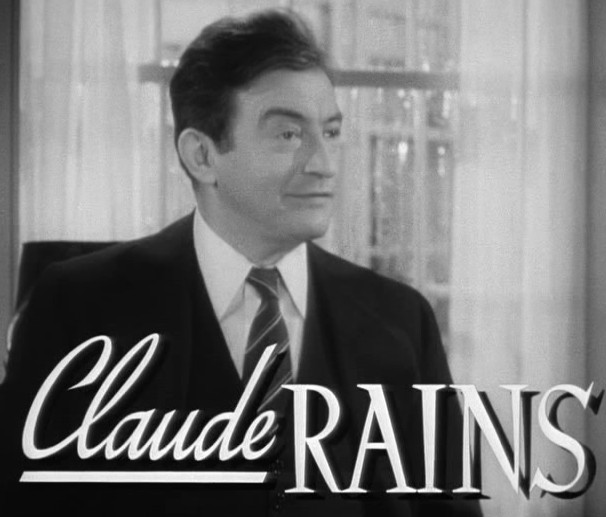
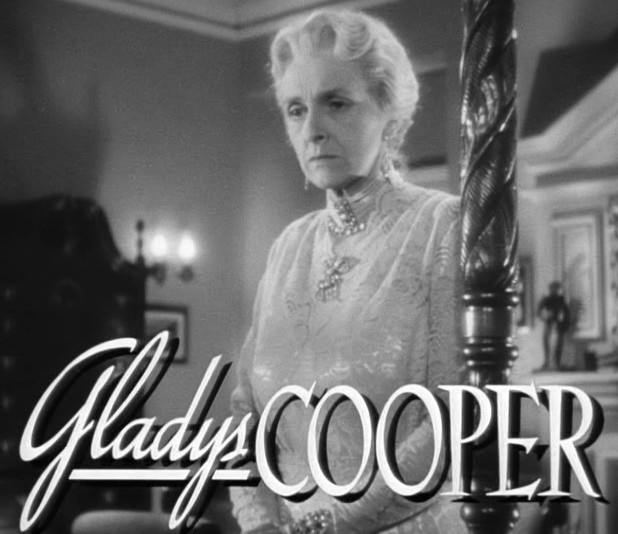
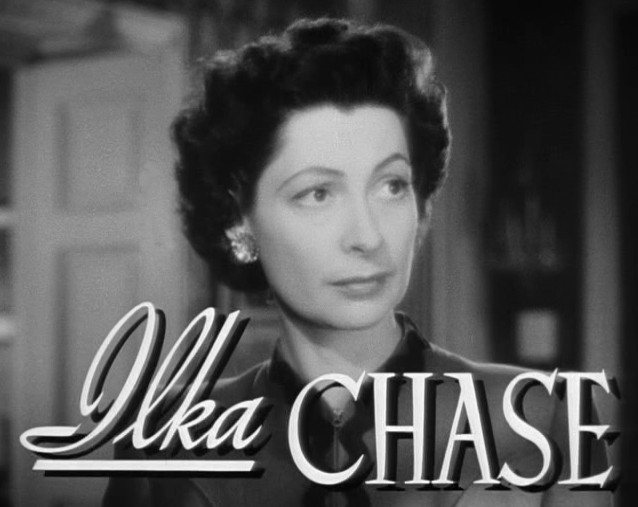

### Nominations
- Oscars 1943 : Oscar de la meilleure actrice (Bette Davis), Oscar de la meilleure actrice dans un second rôle (Gladys Cooper)